# Springerichthys kulbickii
Springerichthys kulbickii är en fiskart som först beskrevs av Hans W. Fricke och Randall, 1994.  Springerichthys kulbickii ingår i släktet Springerichthys och familjen Tripterygiidae. Inga underarter finns listade i Catalogue of Life.